# الطاقة في تنزانيا
الطاقة في تنزانيا يتم توليد الكهرباء في تنزانيا باستخدام الغاز، الطاقة الكهرومائية هي أيضًا مصدر مهم للطاقة. تبلغ قدرة تنزانيا 1،601.84 ميجاوات اعتبارًا من أبريل 2020، ويساهم الغاز الطبيعي بـ 892.72 ميجاواط، وتساهم الطاقة الكهرومائية ب 573.70 ميجاوات، بينما يتكون الزيت الثقيل والكتلة الحيوية من 88.80 ميجاوات و10.50 ميجاوات على التوالي. 73.2٪ من المناطق الحضرية تحصل على الكهرباء في حين أن 24.5٪ من المناطق الريفية أصبحت تحصل على الكهرباء اعتبارًا من أبريل 2020 وفق بيانات وكالة الطاقة الريفية. يعيش 65٪ من سكان تنزانيا في المناطق الريفية. حيث يعيش حوالي 78.4٪ من التنزانيين على الشبكة الكهربائية.
يختلف الإمداد بالكهرباء خاصة عندما يؤدي الجفاف إلى تعطيل توليد الطاقة الكهرومائية، يتم تنفيذ انقطاع التيار الكهربائي عند الضرورة. يتم فقدان ما يقرب من ربع الكهرباء المولدة بسبب ضعف البنية التحتية للنقل. أدى عدم موثوقية الإمداد بالكهرباء إلى إعاقة تطور الصناعة التنزانية.
دار السلام هي منطقة رئيسية في سلسلة توريد البترول عبر تنزانيا وباعتبارها منطقة صناعية ناشئة، فإن الميناء يجذب كبرى الشركات العالمية. تعتبر شركة دالبيت البترولية أحد الموردين الرئيسيين للبترول في المنطقة والتي تعتمد على الميناء كجزء من عملياتها وقد طورت سلسلة إمداد جيدة التنظيم عبر الميناء منذ التأسيس الإقليمي للشركة في عام 2007.

## الطاقة المتجددة
تتمتع تنزانيا بإمكانيات كبيرة للطاقة المتجددة غير المستغلة. من إجمالي قدرة التوليد في البلاد يأتي ما يقرب من 80 ٪ من كهرباء تنزانيا من الطاقة المتجددة، حيث يساهم الغاز الطبيعي في 892.72 ميجاوات والطاقة الكهرومائية 573.70 ميجاوات من إجمالي 1601.84 ميجاوات، قطاعات النقل والتوزيع التنزاني تسجل أعلى نسبة في الوصول إلى الكهرباء. تبلغ قدرة الطاقة الكهرومائية المحتملة 4700 ميجاوات. بلغت الطاقة الكهرومائية المركبة 573.70 ميجاوات اعتبارًا من عام 2020. أهداف تنزانيا زيادة طاقتها الكهرومائية إلى 6.200 ميغاواط بين عامي 2020 و2030.
تهدف تنزانيا إلى زيادة قدرتها على إنتاج الكهرباء من خلال مشاريع مثل مشروع كاكونو وروهيدجي وروماكالي، وغيرها من المشاريع. تُستخدم الطاقة الشمسية على نطاق واسع في المناطق الريفية، حيث يتوفر لدى 65٪ من الأسر الريفية إمكانية الوصول إلى مصادر الطاقة الشمسية.